# (5558) Johnnapier
(5558) Johnnapier – planetoida z pasa głównego planetoid.

## Odkrycie i nazwa
Odkrył ją Robert McNaught 24 listopada 1989 roku w Obserwatorium Siding Spring. Nazwa planetoidy pochodzi od Johna Napiera (ur. 1550 w Edynburgu, zm. 4 kwietnia 1617 tamże) – szkockiego matematyka, który uprościł skomplikowane obliczenia poprzez wynalezienie logarytmów i kostek Napiera. Przed nadaniem nazwy planetoida nosiła oznaczenie tymczasowe 1989 WL2.

## Orbita
(5558) Johnnapier obiega Słońce w średniej odległości 1,94 j.a. w czasie 2 lat i 252 dni.